# 黄昏Love again
「黄昏Love again」（たそがれラヴアゲイン）は、2009年7月8日に発売された秋元順子の4枚目のシングル。

## 解説
- 元々は音つばめのシングル「哀愁のセレナーデ」のカップリング曲。
- ロングヒットを記録した前作「愛のままで…」から約1年6カ月ぶりとなるシングル。
- オリコンチャートで8位を記録。女性ソロ歌手の10位以内ランクイン最年長記録（当時）を更新した（62歳0ヶ月）。

## 収録曲
1. 黄昏Love again(4:56)
作詞・作曲：花岡優平／編曲：若草恵
2. 愛の歌売り(3:53)
作詞：峰崎林二郎／作曲：花岡優平／編曲：桜庭伸幸
3. 黄昏Love again（オリジナルカラオケ）(4:56)
4. 黄昏Love again（一般用カラオケ）半音上げ(4:56)
5. 愛の歌売り（オリジナルカラオケ）(3:53)

## 収録アルバム
黄昏Love again
- オリジナル『愛する人のために』（2009年9月9日）

愛の歌売り
- オリジナル『愛する人のために』（2009年9月9日）